# Installation de conditionnement et d'entreposage de déchets activés

L'Installation de conditionnement et d'entreposage de déchets activés ou ICEDA est une installation de stockage temporaire de déchets radioactifs (issus principalement du démantèlement des centrales nucléaires de type UNGG) basée sur le site de la Centrale nucléaire du Bugey. Elle a pour objectif d'entreposer les déchets ayant une demi-vie de plus de 30 années en attendant leur transfert vers un lieu de stockage définitif.
Les travaux de construction, entamés en 2010, ont été arrêtés par une décision de justice annulant le permis de construire, confirmée en appel en 2012,. 
Ces travaux ont néanmoins repris en avril 2015 à la suite de l'annulation du jugement du tribunal administratif de Lyon du 13 décembre 2011 par la cour administrative d’appel de Lyon.
En automne 2020, la réception du premier emballage de déchets radioactifs marque la mise en service de l’installation.